# Telekom Austria
Die Telekom Austria AG, die als A1 Telekom Austria Group auftritt, ist das größte Telekommunikationsunternehmen in Österreich und auch international tätig. Die Telekom Austria AG ist die Konzernholding und seit dem Jahr 2000 an der Wiener Börse notiert. Sie nimmt primär strategische Aufgaben wahr und ist in Österreich über das operative Segment A1 Telekom Austria am Markt. Einige Mobilfunkunternehmen in Ost- und Südosteuropa sind ebenfalls Tochterunternehmen der Holding. Der Konzern gehört mehrheitlich zum mexikanischen Telekommunikationsunternehmen América Móvil, das direkt und indirekt einen Anteil von 58,0 Prozent hält. Der zweite Großaktionär ist die staatliche Österreichische Beteiligungs AG, welche einen Anteil von 28,42 Prozent hält.

## Geschichte

Erstes Logo mit Posthorn

Ehemalige Dachmarke Jet2Web

Voriges Konzernlogo

Altes Logo der Telekom Austria Group

Die Telekom Austria AG ging 1998 aus der Post und Telekom Austria AG (PTA) hervor, die Vorgängerorganisation war die staatliche Post- und Telegraphenverwaltung (PTV). Im November 2000 fand der Börsengang an der Wiener Börse und an der New York Stock Exchange (NYSE) statt, 2007 erfolgte das De-Listing an der NYSE.
Im Juni 2000 wurde für rund 15 Millionen Euro die Dachmarke Jet2Web kreiert. Der oftmals mit beamtenlastig assoziierte Name Telekom Austria sollte durch einen dynamischen Markenauftritt ersetzt werden. Doch die neue Marke konnte sich nicht durchsetzen und wurde von vielen als wenig glaubhaft empfunden. Daher wurde sie im Juni 2002 eingestellt und der Unternehmensname Telekom Austria mit einem neuen Logo wieder als Marke verwendet.
Im Juni 2006 wurde die Telekom Austria AG in zwei eigenständige Unternehmen geteilt: Telekom Austria Group als strategische Holding und Telekom Austria FixNet AG mit dem herausgelösten operativen Festnetzgeschäft. Die Telekom Austria Group war damit Mutterunternehmen der schon bestehenden mobilkom austria AG und der neu gegründeten Telekom Austria FixNet AG. Die beiden österreichischen Tochterunternehmen wurden vorerst als Schwester-Unternehmen nebeneinander positioniert. Bereits ein Jahr später wurde die Telekom Austria FixNet AG in Telekom Austria TA AG umbenannt, an der Konzernstruktur änderte dies allerdings nichts.
Im Jahr 2010 wurden die Festnetz- und Mobilfunk-Tochterunternehmen schließlich in der Telekom Austria TA AG zusammengeführt und zur A1 Telekom Austria umfirmiert.
Die Telekom Austria TA AG (Festnetz) und mobilkom austria AG (Mobilfunk) waren bis zur Zusammenführung in ihren Segmenten jeweils Marktführer am österreichischen Telekommunikationsmarkt. Diese Marktanteile hat nun das Nachfolgeunternehmen A1 Telekom Austria.
Im Zuge dieser organisatorischen Zusammenführung wurden der Telekom Austria Group die ausländischen Tochterunternehmen der mobilkom austria AG übertragen. Diese sind nun direkt der Holding unterstellt und die neue A1 Telekom Austria beschränkt sich auf das Österreich-Geschäft.
Im Sommer 2011 wurde strafrechtlich relevantes Fehlverhalten von Vorstandsmitgliedern des Unternehmens in mehreren Bereichen in den Jahren 2004 bis 2006 publik. In der Öffentlichkeit wurden diese als Telekom-Affäre zusammengefasst.
Im Juni 2012 erwarb das mexikanische Telekommunikationsunternehmen América Móvil 23 % der Anteile der Telekom Austria vom Investor Ronny Pecik und stockte seinen Anteil im Juli 2014 auf rund 51 % auf. Mit Stand vom 2. November 2017 hält America Movil direkt und indirekt 51,0 % der Aktien, 28,42 % hält die Österreichische Beteiligungs AG und die restlichen 20,58 % befinden sich in Streubesitz.
Die A1 Telekom Austria Group beschäftigte zum Jahresende 2018 18.705 Mitarbeiter und erwirtschaftete rund 4,47 Mrd. EUR. Unternehmensgegenstand sind nationale und internationale, drahtgebundene und drahtlose Telekommunikationsdienstleistungen, einschließlich Firmennetzwerkdatendienste, Internetdienstleistungen sowie Informationstechnik (IT).
Die A1 Telekom Austria ist Mitglied der Plattform Industrie 4.0.

Im Jahr 2023 wurde die passive Infrastruktur der im Mobilfunk verwendeten Funktürme in eine Schwestergesellschaft, die EuroTeleSites AG abgespalten. Diese notiert seit 22. September 2023 an der Wiener Börse. Die Aktionäre der Telekom Austria erhielten für je 4 Aktien eine Aktie der EuroTeleSites, die Telekom Austria AG selbst hält keine Anteile an der EuroTeleSites AG. Als Gründe für die Abspaltung der EuroTeleSites wurde der Wunsch genannt, durch Vermietung an verschiedene Mobilfunkunternehmen eine bessere Auslastung der Funktürme zu erreichen. Außerdem konnte die Telekom Austria durch die Abspaltung auch Schulden im Ausmaß von 1 Milliarde Euro abbauen.

## Eigentümerstruktur
| Anteil  | Anteilseigner                   |
| ------- | ------------------------------- |
| 58,0 %  | América Móvil                   |
| 28,42 % | Österreichische Beteiligungs AG |
| 13,58 % | Streubesitz                     |

Stand: 11. August 2023

## Internationale Beteiligungen
Der Unternehmensgruppe gehören neben der österreichischen A1 Telekom Austria auch Gesellschaften in
- Belarus (A1 Belarus)
- Bulgarien (A1 Bulgaria)
- Kroatien (A1 Hrvatska)
- Nordmazedonien (A1 Makedonija)
- Serbien (A1 Srbija)
- Slowenien (A1 Slovenija)

Alle Gesellschaften befinden sich vollständig im Besitz der Telekom Austria Group. Neben der Gründung von drei VIP-Brandings wurden auch bereits bestehende Unternehmen übernommen.
Ende September 2017 wurde bekannt, dass alle Gesellschaften den neuen Namen A1 bekommen sollen.
Im August 2019 kündigte der Konzern aufgrund interner Streitigkeiten die Anteile an Telecom Liechtenstein und zog sich aus dem Geschäft in Liechtenstein zurück. Die Kündigung wurde im Juli 2020 rechtskräftig.

## Vorstand
Der Vorstand der A1 Telekom Austria Group besteht aus
- Alejandro Plater, Vorstandsvorsitzender (Chief Executive Officer) A1 Telekom Austria Group ab 1. September 2023[18]
- Thomas Arnoldner – Deputy CEO A1 Telekom Austria Group

## Produktbereiche
Mit den operativen Säulen Festnetz und Mobilkommunikation fungiert A1 Telekom Austria Group über ihre Tochterunternehmen als Gesamtanbieter multimedialer Lösungen. Weitere Geschäftsfelder der A1 Telekom Austria Group sind die A1 Digital mit Cloud- und IoT-Lösungen sowie ein konvergentes Wholesale-Produktportfolio für Wholesale-Kunden.

## Sicherheit
Anfang Oktober 2018 wurde auf die A1 Telekom Austria erfolgreich ein Hackerangriff ausgeübt.
Durch das Datenleck eines Servers der Hosting-Sparte sind Kundendaten und Passwörter (im Klartext) abhandengekommen.
A1 hatte erst reagiert, nachdem Heise das Unternehmen auf den Angriff aufmerksam machte.

## Kritik
Die Menschenrechtsorganisation Amnesty International warf im Juli 2016 der Telekom Austria vor, über das Tochterunternehmen A1 Belarus an der Ausspionierung der Bevölkerung von Belarus beteiligt zu sein. Demnach gestatte das Unternehmen der Regierung nahezu unbegrenzten Zugriff auf die Kommunikation ihrer Kunden und deren Daten. Die Telekom Austria reagierte auf die Vorwürfe mit dem Hinweis, dass sie verpflichtet sei, den Gesetzen des Landes zu entsprechen.
Während der Proteste in Belarus 2020 geriet das Unternehmen erneut in die Kritik, weil A1 Belarus „auf Anordnung autorisierter staatlicher Organe“ die Kapazität des mobilen Internets auf dem Territorium von Minsk reduziert hat. Es kam zu stundenlangen Ausfällen des mobilen Internets, was nach Angaben der Menschenrechtsorganisation Human Constanta einer Niederschlagung einer friedlichen Demonstration, „nur eben online“, gleichkomme.